# Friedrich Gramsch
Friedrich Gramsch (* 23. Oktober 1894 in Braunsberg, Provinz Ostpreußen; † 1. Oktober 1955 in St. Augustin bei Siegburg) war ein Landrat in der Weimarer Republik, ein leitender Ministerialbeamter in der Zeit des Nationalsozialismus und Landkreistagsgeschäftsführer in der Bundesrepublik Deutschland.

## Leben
Gramschs Vater war Friedrich Karl Gramsch, 1892 bis 1900 Landrat im Kreis Braunsberg und später preußischer Regierungspräsident in Königsberg, seine Mutter Charlotte geb. von Stosch-Rodelshöfen.
Gramsch studierte an der Eberhard Karls Universität Tübingen Rechtswissenschaft und wurde 1912 im Corps Suevia Tübingen recipiert. Als Teilnehmer am Ersten Weltkrieg wurde er 1917 schwer verwundet. Nach dem Referendarexamen (1918) wurde er ab 1919 in der Verwaltung des Regierungsbezirks Königsberg als Regierungsreferendar beschäftigt. 1921 wurde er an der Albertus-Universität Königsberg zum Dr. rer. pol. promoviert. Nach weiteren Stationen kam er 1924 als Regierungsrat an das Preußische Ministerium des Innern. 1927 wurde er auf den Posten des Landrates im Kreis Heiligenbeil versetzt.
Im Dezember 1933 wurde Gramsch zum Ministerialrat befördert, vermutlich im preußischen Staatsministerium unter Hermann Göring. Nach seinem Wechsel in die Vierjahresplanbehörde war er dort in der Geschäftsgruppe Devisen tätig, die von seinem Studienfreund Erich Neumann geleitet wurde. Auf Vorschlag von Göring beförderte man Gramsch 1937 zum Ministerialdirigenten, ein Jahr später zum Ministerialdirektor. Gramsch und Neumann bildeten Görings „Brain trust“, was die Pläne zur Ausplünderung der von Deutschland im Zweiten Weltkrieg besetzten Länder anbelangte. Vermutlich 1942 löste Gramsch Neumann als Leiter der Geschäftsgruppe Devisen ab. Offenbar gehörte Gramsch nicht der NSDAP an. Noch 1941 pflegte er – wie sein Kollege in der Vierjahresplanbehörde Friedrich Kadgien – Kontakt zu Helmuth James von Moltke, einem Widerstandskämpfer gegen den Nationalsozialismus und Begründer der Widerstandsgruppe Kreisauer Kreis.
Gramsch wurde im Rahmen der Nürnberger Prozesse vernommen. Ein Plan zur Ausplünderung des besetzten Frankreich war von ihm ausgefertigt gewesen und wurde im Prozess vorgelegt. Über eine Internierung und über seine Entnazifizierung ist nichts bekannt. 1947–1953 war Gramsch Geschäftsführer des Niedersächsischen Landkreistags. 1953–1955 war er Hauptgeschäftsführers des Deutschen Landkreistags. Außerdem saß er im Vorstand des Deutschen Vereins für öffentliche und private Fürsorge.
Friedrich Gramsch war seit 1926 mit der aus Brandenburg stammenden Gutsbesitzerstochter Metta Freiin von Eckardstein verheiratet. Die Hochzeit fand auf Schloss Reichenow statt.